# Картавых, Виктор Макарович
Виктор Макарович Картавых (род. 19 сентября 1936) — советский хоккеист, нападающий.

## Биография
С 1955 года играл за новосибирские команды «Динамо» (1955/56 — 1961/62) и «Сибирь» (1962/63 — 1963/64). Считается автором первой шайбы «Сибири». Провёл в классе «А» семь сезонов (1955/56 — 1957/58, 1959/60 — 1962/63). Выступал за клубы «Вымпел» Минск (1964/65), «Шахтёр» Прокопьевск (1964/65 — 1968/69).
В сезонах 1981/82 — 1984/85 — тренер в «Сибири».